# Weltnerium lydiae
Weltnerium lydiae is een rankpootkreeftensoort uit de familie van de Scalpellidae. De wetenschappelijke naam van de soort is voor het eerst geldig gepubliceerd in 1957 door Tarasov & Zevina.